# 建兴乡 (新平县)
建兴乡，是中华人民共和国云南省玉溪市新平彝族傣族自治县下辖的一个乡镇级行政单位。

## 行政区划
建兴乡下辖以下地区：
马鹿社区、帽合村、挖窖村、盘龙村、中寨村、建兴村和磨味村。